# Нежадово
Нежадово (рос. Нежадово) — присілок в Плюському районі Псковської області Російської Федерації.
Населення становить 161 особу. Входить до складу муніципального утворення Муніципальне утворення Плюса.

## Історія
Від 2015 року входить до складу муніципального утворення Муніципальне утворення Плюса.

## Населення
| 2001 | 2002 | 2010 |
| ---- | ---- | ---- |
| 257  | ↗258 | ↘161 |